# The Wild Country
The Wild Country is een Amerikaanse western van Walt Disney Productions uit 1970 onder regie van Robert Totten met in de hoofdrollen Steve Forrest en Vera Miles. De film is gebaseerd op de autobiografische roman "Little Britches" uit 1950 van Ralph Moody.

## Verhaal
Eind jaren 1880 verhuizen Jim en Kate Tanner samen met hun zonen Virgil en Andrew van Pittsburgh naar een boerderij in Wyoming, waar ze de ranch in vervallen staat aantreffen. Tot overmaat van ramp verneemt Jim van de pelsjager Thompson en zijn Shoshone-vriend Two Dog dat de bron van het water voor zijn land door land loopt dat eigendom is van de machtige rancher Ab Cross, wat betekent dat Jim aan Abs genade is overgeleverd. Ab werkt niet mee en blijft zijn vee laten grazen op het land van Tanner. Jims dreigement om Ab voor de rechter te dagen wordt met gelach ontvangen en Jim krijgt te horen dat er geen wetten zijn in hun gebied.
Wanneer Ab verneemt dat Jim contact probeert te leggen met de sheriff in het verre Cheyenne, raken de twee mannen slaags. Jim raakt gewond, maar Ab wordt bewusteloos geslagen. Ab neemt wraak door zijn mannen te bevelen een dam te sluiten, waardoor de watervoorziening van de familie Tanner volledig wordt afgesloten. Virgil probeert de dam open te maken, en terwijl hij zijn zoon redt van Abs mannen, wordt Jim in zijn been geschoten. De Tanner-ranch wordt verwoest door een tornado en Kate is vastbesloten om met haar gezin terug naar het oosten te verhuizen, maar ze wordt door Jim en Virgil overgehaald om te blijven.
Kort daarna arriveert de sheriff met een gerechtelijk bevel dat Ab verplicht de dam te openen. Die avond, terwijl de Tanners feestvieren, merken ze dat hun schuur in brand staat. Terwijl ze de vlammen bestrijden, schiet Ab te paard Jim neer, schopt Kate weg en draait zich om om Jim opnieuw neer te schieten, maar hij wordt zelf doodgeschoten door Virgil. Abs mannen tonen berouw en beloven de schuur te herbouwen, en de Tanners zijn eindelijk vrij om in vrede als veehouders te leven.

## Rolverdeling
| Acteur            | Personage     |
| ----------------- | ------------- |
| Steve Forrest     | Jim Tanner    |
| Vera Miles        | Kate Tanner   |
| Ron Howard        | Virgil Tanner |
| Clint Howard      | Andrew Tanner |
| Dub Taylor        | Phil          |
| Jack Elam         | Thompson      |
| Frank de Kova     | Two Dog       |
| Morgan Woodward   | Ab Cross      |
| Woodrow Chambliss | Dakota        |
| Karl Swenson      | Jensen        |
| Mills Watson      | Feathers      |